# Distretto di Melzo
Il distretto di Melzo era il nome di un distretto progettato dal governo giacobino della Repubblica Cisalpina nel dipartimento dell'Adda. Come molti enti simili, non trovò piena applicazione a causa del caotico periodo rivoluzionario in cui fu ideato, e venne soppresso dopo solo un anno a causa di nuovi rivolgimenti politici.

## Storia
La Costituzione della Repubblica Cisalpina progetto un nuovo ordinamento degli enti locali lombardi, partendo dal presupposto di una nuova geografia basata su una razionalizzazione illuministica anziché sui retaggi di secoli di storia. La funzione dei distretti, che andavano a sostituire l'istituto plurisecolare della pieve, sarebbe divenuto quello di svolgere le più alte funzioni municipali nelle aree di notevole parcellizzazione comunale.
Nell'area orientale milanese, le vecchie pievi di Cornegliano e di Settala vennero fuse, dotate di un nuovo capoluogo, e spostate sotto Lodi, inglobando a quel punto anche alcuni municipi del Vescovato Superiore come Comazzo, Merlino e Zelo Buon Persico. Il distretto venne classificato col numero 3.
Definito dalla legge 6 germinale anno VI, l'ente non riuscì ad avere una vera applicazione, poiché pochi mesi dopo il golpe militare riversò il primo governo giacobino sostituendolo con uno più finalizzato ad ottenere risparmi per la guerra. Il distretto di Melzo, ritenuto troppo piccolo, venne subito cancellato a favore di circoscrizioni più ampie.

## Territorio
Il territorio del distretto prendeva quello dell'ex Pieve di Cornegliano e dell'ex Pieve di Settala da Milano, e i comuni dell'estremità settentrionale del Vescovato Superiore da Lodi.
Col golpe del 1798 alcuni comuni milanesi tornarono nella loro provincia (distretto di Pioltello), altri finirono addirittura sotto il Serio (distretto di Cassano), mentre quelli lodigiani si unirono ai cremonesi.